# Valeriu Râpeanu
Valeriu Râpeanu (n. 28 septembrie 1931, Ploieștiori, România – d. 12 iunie 2022) a fost un critic și istoric literar, profesor universitar român.

## Biografie
Născut la 28 septembrie 1931, la Ploieștiori, județul Prahova, Valeriu Râpeanu a absolvit Liceul „Sf. Petru și Pavel” din Ploiești, promoția 1950. A urmat apoi Facultatea de Filologie a Universității din București, absolvind în 1954. Ulterior, și-a susținut doctoratul în filologie, specializarea literatură universală și comparată, cu teza „Nicolae Iorga - exeget al literaturii universale”.
Între anii 1954-1959 a fost redactor la Gazeta literară, iar între 1959-1962 redactor la revista literară Luceafărul. A fost apoi redactor și redactor-șef la Scînteia (1962-1969) și vicepreședinte al Radioteleviziunii Române (1970-1972). În 1972 a devenit director al Editurii Eminescu, funcție pa care a deținut-o până în 1990. În această calitate, a inițiat câteva colecții de prestigiu: „Biblioteca de filozofie a culturii românești”, „Thalia” și „Biblioteca Eminescu”, colecții cuprinzând nume și opere fundamentale ale filosofiei, istoriografiei, sociologiei, artei teatrale și muzicale românești.
Valeriu Râpeanu a debutat ca scriitor în 1958, cu volumul „George Mihail Zamfirescu. Schiță monografică”. A publicat apoi studiul monografic „Alexandru Vlahuță și epoca sa” (1965), continuând cu eseuri și note de călătorie: „Noi și cei dinaintea noastră” (1966), „Interferențe spirituale” (1970), „Călător pe două continente” (1970), „Interpretări și înțelesuri” (1975), „Tărâmuri unde nu ajungi niciodată. Note de drum și interviuri” (1982), „Memoria și fețele timpului” (1983), „Scriitorii dintre cele două războaie mondiale” (1986).
Exeget al lui Nicolae Iorga, Valeriu Râpeanu a publicat numeroase lucrări despre marele istoric român. A colaborat, în paginile mai multor reviste literare sau dramatice din țară și din străinătate, cu cronici, eseuri și articole.
Activitatea sa didactică în învățământul universitar a început cu postul de lector la Institutul de Arte Plastice „Nicolae Grigorescu” (1966-1969), apoi la Facultatea de Limba și Literatura Română a Universității din București (1969-1970). Din 1991, a ocupat postul de conferențiar la Universitatea „Spiru Haret” din București, devenind apoi profesor și șef de catedră la Facultatea de Filozofie-Jurnalistică a acestei universități.
Valeriu Râpeanu a fost distins cu Premiul „Ion Creangă” al Academiei Române (1982), Premiul Uniunii Scriitorilor (1982) și Premiul Asociației Oamenilor de Teatru (1987).

## Distincții
- Ordinul „Meritul Cultural” clasa a IV-a (25 decembrie 1967) „pentru merite deosebite în opera de construire a socialismului, cu prilejul celei de-a XX-a aniversări a proclamării Republicii”[8]

## Scrieri

### Volume
- Enescu – Contribuții documentare – Reconstituiri – Interpretări, Editura Pro, Colecția Pro Istoria, 1998, 198 p.
- Enescu – Interpretări și Reconstituiri. Contribuții documentare, Editura Fundației Pro, 2003, 259 p.
- Călător pe două continente, București, 1970

### Ediții îngrijite
- Marcel Mihalovici, Amintiri despre Enescu, Brâncuși și alți prieteni, ediție alcătuită și studiu introductiv de Valeriu Râpeanu, note și comentarii de Alice Mavrodin și Valeriu Râpeanu, Editura Eminescu, 1987

### Studii
- Valeriu Râpeanu, Noi și cei dinaintea noastră, Editura pentru literatură, 1966: Chipul zeului tânăr, pp. 111-117.
- Valeriu Râpeanu, Interferențe spirituale, Editura Eminescu, 1970: Enescu și definirea spiritului românesc, pp. 11-48.
- Valeriu Râpeanu, Tărâmul unde nu ajungi niciodată, Editura Sport-Turism 1982: Marcel Mihalovici și Monique Haas despre George Enescu, pp. 119-141; Yehudi Menuhin – George Enescu, pp. 142-145.
- Valeriu Râpeanu, Memoria și fețele timpului, Editura Cartea Românească, 1983: Enescu și perpetua aspirație spre absolut, pp. 38-49.
- Valeriu Râpeanu, Oameni iluștri, Editura Niculescu, 2009: Capitolul III – Enescu văzut de prieteni și interpreți. Marcel Mihalovici: Enescu – Brâncuși, pp. 156-164; Marcel Mihalovici și Monique Hass: Ultimii ani ai lui George Enescu la Paris, pp. 164-182; Marcel Mihalovici: Primele întâlniri cu George Enescu, pp. 182-194; Cristian Mandeal, pp. 195-204; Oleg Caetani, pp. 205-212.